# 제이컵 슬레이빈
제이컵 스콧 슬레이빈(영어: Jaccob Scott Slavin, 1994년 5월 1일~)은 미국의 아이스하키 선수로 포지션은 센터이다. 현재 내셔널 하키 리그(NHL)의 팀인 캐롤라이나 허리케인스 소속 부주장으로 활동하고 있다. 2012년 NHL 드래프트에서 캐롤라이나 허리케인스의 지명을 받았고 2016년에 NHL 선수 경력을 시작했다. 슬레이빈은 NHL 스포츠맨십상인 레이디 빙 메모리얼 트로피를 2회(2021, 2024) 수상했다.